# Koszykówka na wózkach

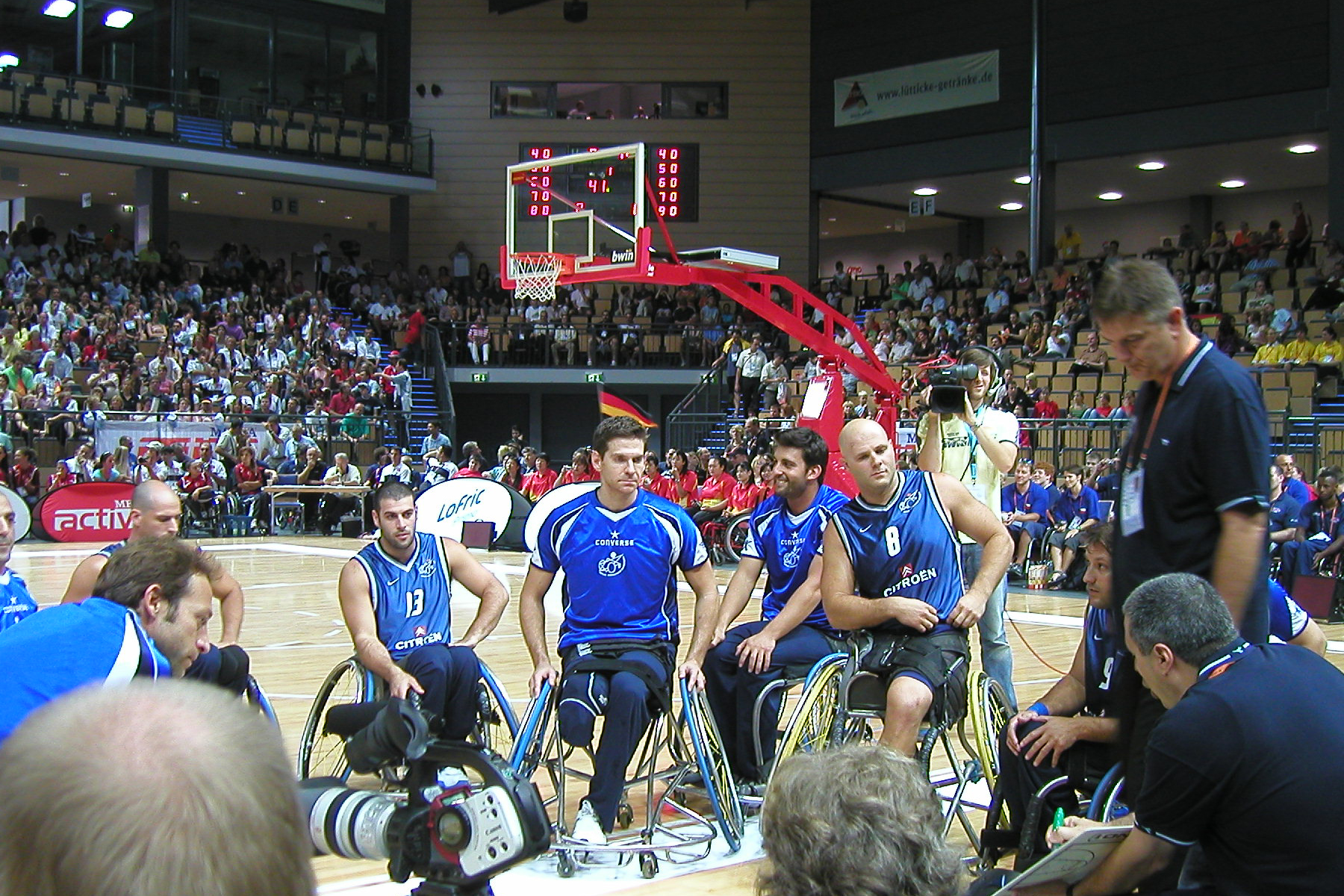
Reprezentacja Izraela podczas mistrzostw Europy w 2007

Koszykówka na wózkach – zespołowy sport dla niepełnosprawnych i sport integracyjny. 
Reguły gry są zbliżone do reguł koszykówki. Celem każdej z drużyn jest zdobywanie punktów za celne rzuty do kosza przeciwnika. Boisko ma wymiary 28 na 15 metrów. Czas gry wynosi 4 razy 10 minut. Drużyna składa się z pięciu zawodników.
Rozgrywki międzynarodowe rozgrywane są pod patronatem International Wheelchair Basketball Federation, natomiast w USA, gdzie sport ten jest najbardziej rozwinięty podlega National Wheelchair Basketball Association.
Od 1973 odbywają się mistrzostwa świata mężczyzn, a od 1990 kobiet. Od 1997 rozgrywane są mistrzostwa świata juniorów. Koszykówka na wózkach jest też sportem paralimpijskim.

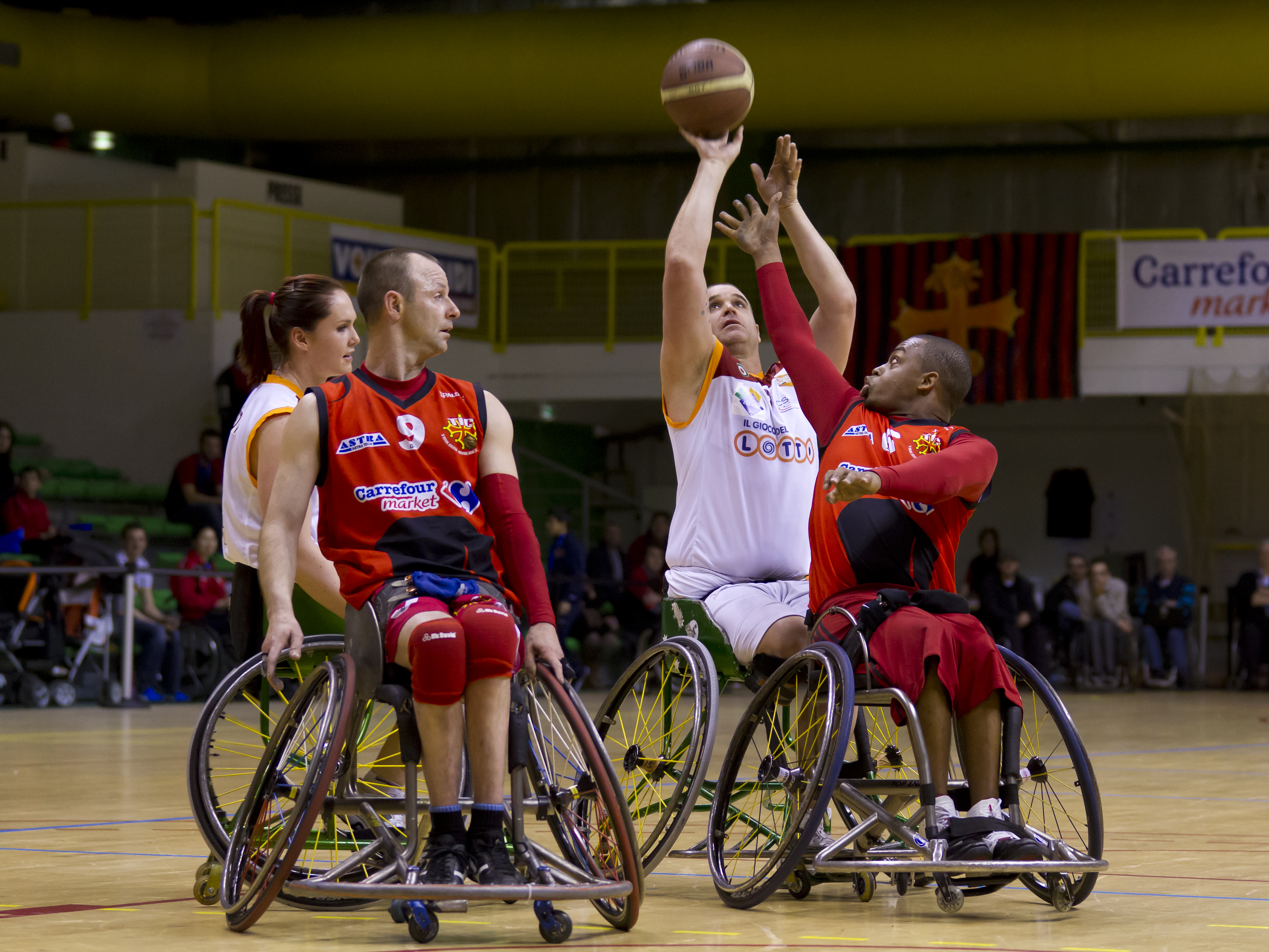
Drużyny z Rzymu i Tuluzy

W kilku krajach (Anglia, Kanada, Australia) osoby sprawne mogą grać w zawodach koszykówki na wózkach w zespołach mieszanych. Gracze w koszykówce na wózkach są podzieleni na klasy w zależności od sprawności funkcjonalnej i rodzaju schorzenia. Jest pięć klas zawodników - klasa 1, 2, 3, 4 i 4.5. oraz 3 grupy pośrednie - 1.5, 2.5 i 3.5. Zawodnicy najmniej sprawni są klasyfikowani do niższych klas i dostają tyle samo punktów (np klasa 1 - 1pkt, klasa 2 - 2pkt. itp.). Im lepsze możliwości funkcjonalne zawodnika tym jest od zakwalifikowany do wyższej klasy. Suma punktów zawodników na boisku nie może przekroczyć 14 (IP, MŚ, ME). W rozgrywkach ligowych (w tym w Polsce) dopuszcza się 14,5 pkt. Limit punktowy dla drużyny stosuje się aby gracze z większym upośledzeniem narządu ruchu mogli grać razem z tymi najsprawniejszymi. W koszykówce integracyjnej zawodnicy sprawni dostają 5 punktów. Najlepsze na świecie drużyny w koszykówce na wózkach to: Kanada, USA, Australia, Holandia, Wielka Brytania, Japonia i Włochy.

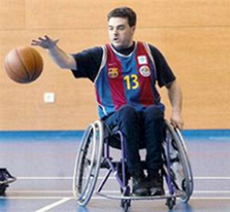
Koszykarz FC Barcelona-Institut Guttmann

## Medaliści Igrzysk Paralimpijskich

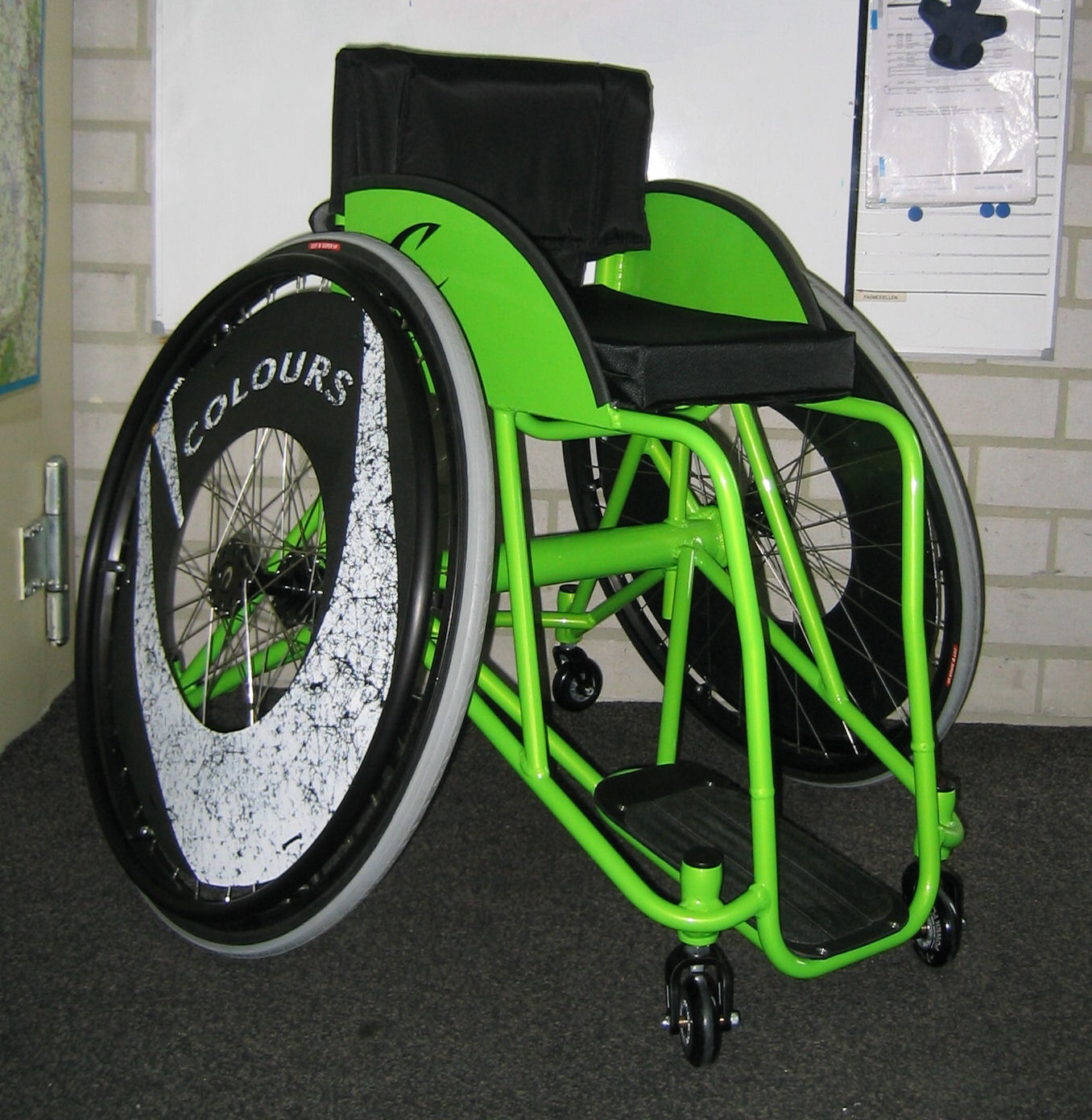
Profesjonalny wózek

### Mężczyźni klasa A
| Lp | Rok i miejsce | Złoto             | Srebro          | Brąz   |
| -- | ------------- | ----------------- | --------------- | ------ |
| 1. | Rzym 1960     | Stany Zjednoczone | Wielka Brytania | Izrael |
| 2. | Tokio 1964    | Stany Zjednoczone | Wielka Brytania | Izrael |

### Mężczyźni klasa B
| Lp | Rok i miejsce | Złoto             | Srebro    | Brąz            |
| -- | ------------- | ----------------- | --------- | --------------- |
| 1. | Rzym 1960     | Stany Zjednoczone | Holandia  | Wielka Brytania |
| 2. | Tokio 1964    | Stany Zjednoczone | Argentyna | Izrael          |

### Mężczyźni
| Lp  | Rok i miejsce                   | Złoto             | Srebro            | Brąz              |
| --- | ------------------------------- | ----------------- | ----------------- | ----------------- |
| 1.  | Tel Aviv 1968                   | Izrael            | Stany Zjednoczone | Wielka Brytania   |
| 2.  | Heidelberg 1972                 | Stany Zjednoczone | Izrael            | Argentyna         |
| 3.  | Toronto 1976                    | Stany Zjednoczone | Izrael            | Francja           |
| 4.  | Arnhem 1980                     | Izrael            | Holandia          | Stany Zjednoczone |
| 5.  | Stoke Mandeville/Nowy Jork 1984 | Francja           | Holandia          | Szwecja           |
| 6.  | Seul 1988                       | Stany Zjednoczone | Holandia          | Francja           |
| 7.  | Barcelona 1992                  | Holandia          | Niemcy            | Francja           |
| 8.  | Atlanta 1996                    | Australia         | Wielka Brytania   | Stany Zjednoczone |
| 9.  | Sydney 2000                     | Kanada            | Holandia          | Stany Zjednoczone |
| 10. | Ateny 2004                      | Kanada            | Australia         | Wielka Brytania   |
| 11. | Pekin 2008                      | Australia         | Kanada            | Wielka Brytania   |
| 12. | Londyn 2012                     | Kanada            | Australia         | Stany Zjednoczone |
| 13. | Rio de Janeiro 2016             | Stany Zjednoczone | Hiszpania         | Wielka Brytania   |
| 14. | Tokio 2020                      | Stany Zjednoczone | Japonia           | Wielka Brytania   |

### Kobiety
| Lp  | Rok i miejsce                   | Złoto             | Srebro            | Brąz              |
| --- | ------------------------------- | ----------------- | ----------------- | ----------------- |
| 1.  | Tel Aviv 1968                   | Izrael            | Argentyna         | Stany Zjednoczone |
| 2.  | Heidelberg 1972                 | Argentyna         | Jamajka           | Izrael            |
| 3.  | Toronto 1976                    | Izrael            | RFN               | Argentyna         |
| 4.  | Arnhem 1980                     | RFN               | Izrael            | Stany Zjednoczone |
| 5.  | Stoke Mandeville/Nowy Jork 1984 | RFN               | Izrael            | Japonia           |
| 6.  | Seul 1988                       | Stany Zjednoczone | RFN               | Holandia          |
| 7.  | Barcelona 1992                  | Kanada            | Stany Zjednoczone | Holandia          |
| 8.  | Atlanta 1996                    | Kanada            | Holandia          | Stany Zjednoczone |
| 9.  | Sydney 2000                     | Kanada            | Australia         | Japonia           |
| 10. | Ateny 2004                      | Stany Zjednoczone | Australia         | Kanada            |
| 11. | Pekin 2008                      | Stany Zjednoczone | Niemcy            | Australia         |
| 12. | Londyn 2012                     | Niemcy            | Australia         | Holandia          |
| 13. | Rio de Janeiro 2016             | Stany Zjednoczone | Niemcy            | Holandia          |
| 14. | Tokio 2020                      | Holandia          | Chiny             | Stany Zjednoczone |